# Ведмедиця Гера
Ведмедиця Гера, або ведмедиця чотирикрапкова, (Euplagia quadripunctaria) — вид совкоподібних метеликів з родини Erebidae.

## Таксономія
Ведмедиця Гера — один з 8 видів роду, один з 2 видів роду у фауні України.
Раніше вид відносили до родини Ведмедиці (Arctiidae), ранг якої зараз заперечується, і ведмедиць на підставі молекулярно-генетичних даних включають як підродину Arctiinae до складу родини Erebidae (Zahiri, 2012).
Наукова назва виду quadripunctaria означає «чотирикрапкова». Назву hera дав виду Карл Лінней на честь давньогрецької богині Гери.
Підвиди:
| E. q. quadripunctaria (Poda, 1761) | — Західна, Центральна та Східна Європа, Кавказ                   |
| E. q. fulgida (Oberthur, 1896)     | — Закавказзя, Копетдаг, Греція, Туреччина, Сирія, Північний Іран |
| E. q. rhodosensis (Daniel, 1953)   | — острів Родос, Греція («Долина метеликів»)                      |
| E. q. ingridae (Roesler, 1968)     | — Західна Туреччина                                              |

## Народні назви
В різних країнах люди давали ведмедиці Гера завдяки її яскравому зовнішньому вигляду різноманітні оригінальні назви. Так у Британії метелика називають джерсійський тигр (англ. Jersey Tiger), згадуючи про один із Нормандських островів, острів Джерсі, у протоці Ла-Манш, де з давніх часів була велика колонія виду. У Німеччині та Нідерландах метелик має назву іспанський прапор (нім. Spanische Flagge, нід. Spaanse vlag), а ще німці називають його руським ведмедем (нім. Russischer Bär).

## Поширення та чисельність

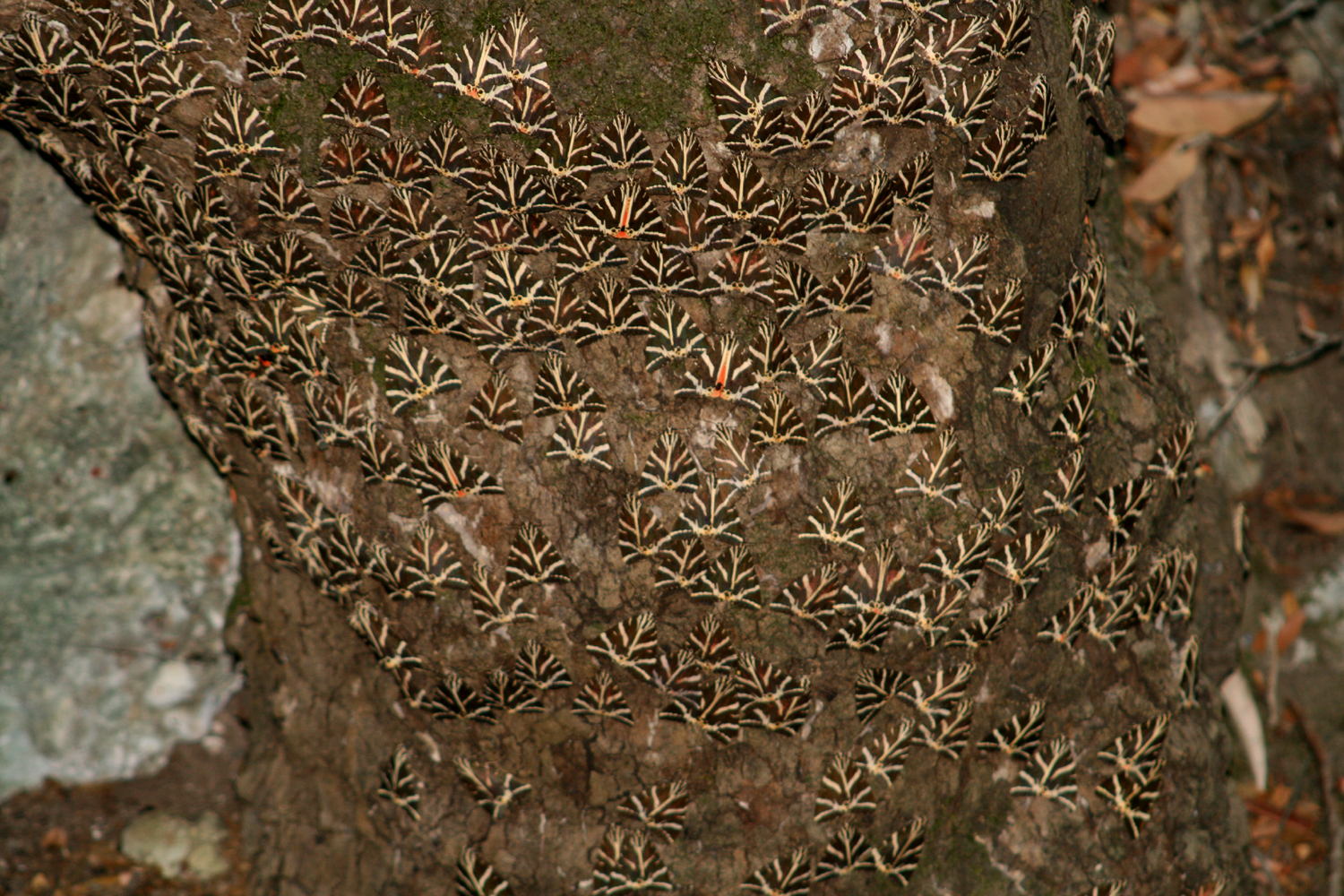
«Долина метеликів» на острові Родос, Греція

Ареал охоплює Західну та Центральну Європу, південні райони Східної Європи, Кавказ, Закавказзя, Туреччину, Іран та Сирію.
В Греції на острові Родос з кінця травня, після настання сухого сезону, тисячі ведмедиць злітаються в долину Петалудес, куди їх привертає волога та прохолода.
В Україні ведмедиця Гера зустрічається локально по всій території. У місцях оселення, особливо на півдні лісостепової і півночі степової зон, під час піку льоту кількість метеликів на окремих невеликих ділянках становить 5-50 особин на 1 га.

## Морфологічні ознаки

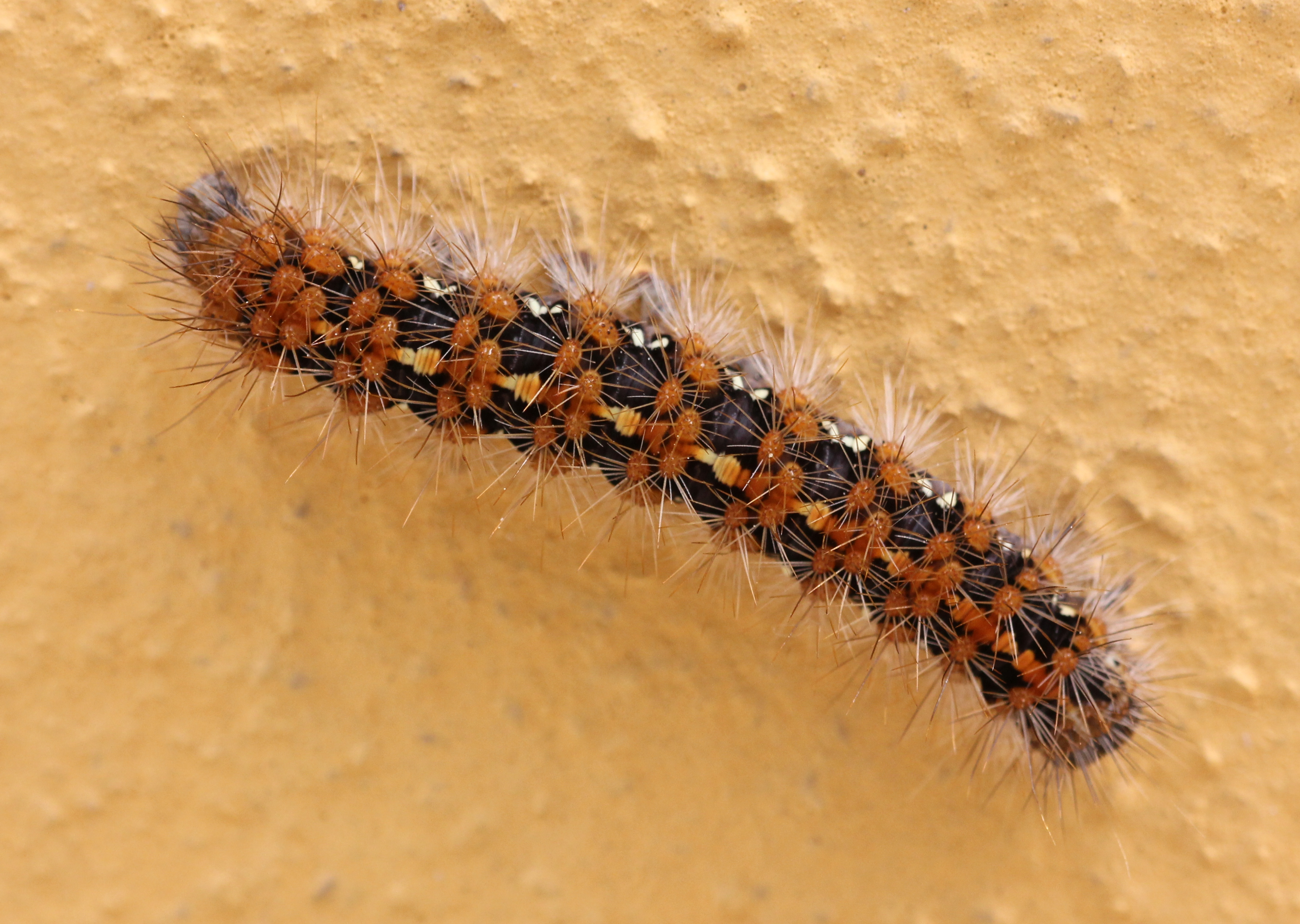
Гусениця

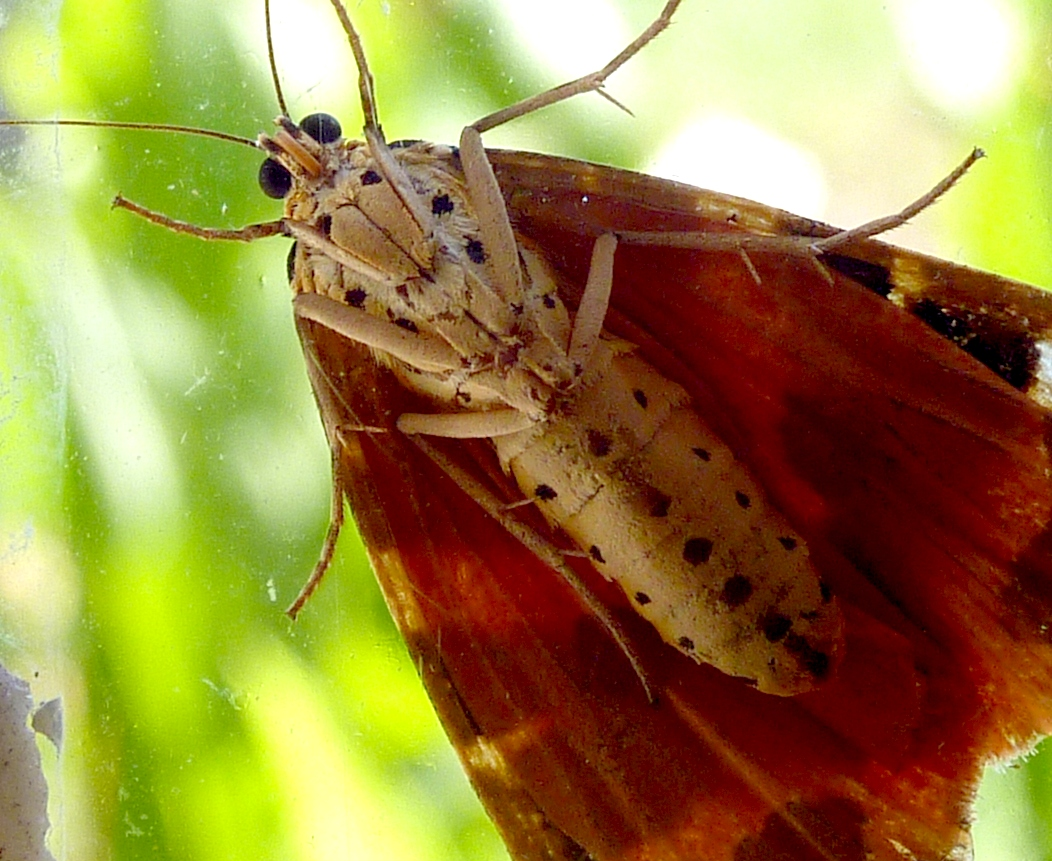
Імаго

Довжина переднього крила імаго — 27-29 мм. Розмах крил — 52-65 мм. На передніх крилах, які чорного кольору з зеленим металевим відливом, три косих смуги кремового забарвлення. Задній край крила також кремового кольору. Задні крила червоного кольору. На кожному задньому крилі дві чорні крапки посередині і чорна пляма біля зовнішнього краю крила. Груди чорні з кремовими поздовжніми смугами. На червоному черевці ряд чорних крапок.
Гусениці завдовжки 50 мм. Тіло темно-сірого кольору з жовтим верхом, з боків білі плями. Гусінь скрізь вкрита червоно-коричневими бородавками з короткими щетинками.

## Особливості біології
Місця перебування виду — галявини листяних і мішаних лісів, узлісся, рідколісся, чагарникові зарості, особливо вздовж річок і струмків. Вид осілий, несхильний до міграції.
Дає одну генерацію на рік. Літ імаго з липня по серпень-вересень, в залежності від території. Вдень метелик активний, живиться нектаром квіток. Самиця відкладає яйця на кормові рослини гусені: жимолость, ліщину, малину, ожину, дрік, кропиву та ін. З яєць гусениці з'являються у вересні. Гусениця — поліфаг, харчується з вересня по травень наступного року, проводячи зиму у нещільному коконі на поверхні ґрунту. Заляльковується гусениця у червні.

## Заходи охорони
Причинами зміни чисельності виду є зростання рекреаційного навантаження на біотопи, знищення ділянок рідколісся та чагарників, випасання худоби, застосування пестицидів. Розмноження у неволі не проводилось.
Ведмедиця Гера охороняється на території Ялтинського гірсько-лісового, Карадазького, Луганського та Канівського природних заповідників.
У 2-му виданні  Червоної книги України (1994) вид мав природоохоронний статус — 2 категорія. У 2009 році ведмедиця Гера була виключена з Червоної книги України.

## На поштових марках

Угорщина, 1966Угорщина, 1966
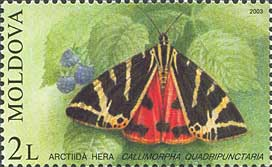
Молдова, 2003
Німеччина, 2005